# Stazione di Bivio d’Aurisina
Stazione di Bivio d'Aurisina vasútállomás Olaszországban, Duino-Aurisina településen.

## Vasútvonalak
Az állomást az alábbi vasútvonalak érintik:
- Udine–Trieszt-vasútvonal
- Velence–Trieszt-vasútvonal
- Trieste Centrale–Villa Opicina-vasútvonal

## Kapcsolódó állomások
A vasútállomáshoz az alábbi állomások vannak a legközelebb:
- Stazione di Sistiana-Visogliano (Stazione di Udine, Stazione di Venezia Santa Lucia, Udine–Trieszt-vasútvonal, Velence–Trieszt-vasútvonal)
- Stazione di Aurisina (Stazione di Villa Opicina, Trieste Centrale–Villa Opicina-vasútvonal)
- Santa Croce di Trieste railway halt (Trieszt központi pályaudvara, Trieste Centrale–Villa Opicina-vasútvonal, Udine–Trieszt-vasútvonal, Velence–Trieszt-vasútvonal)